# Ruellia oxysepala
Ruellia oxysepala är en akantusväxtart som beskrevs av C. B. Cl. och Schinz. Ruellia oxysepala ingår i släktet Ruellia och familjen akantusväxter. Inga underarter finns listade i Catalogue of Life.